# Pheidole tenuinodis
Pheidole tenuinodis är en myrart som beskrevs av Mayr 1901. Pheidole tenuinodis ingår i släktet Pheidole och familjen myror.

## Underarter
Arten delas in i följande underarter:
- P. t. bothae
- P. t. robusta
- P. t. sipapomae
- P. t. tenuinodis